# Opercoelus adsphaericus
Opercoelus adsphaericus är en plattmaskart. Opercoelus adsphaericus ingår i släktet Opercoelus och familjen Opecoelidae. Inga underarter finns listade i Catalogue of Life.